# فرانشيسكا فرانكوليني
فرانشيسكا فرانكوليني (من مواليد 27 ديسمبر 1979) هي لاعبة كرة لينة إيطالية شاركت في الألعاب الأولمبية الصيفية لعام 2000 وفي الألعاب الأولمبية الصيفية لعام 2004. 